# Monroe/Dearborn (Metro de Chicago)
Monroe/Dearborn es una estación en la línea Azul del Metro de Chicago. La estación se encuentra localizada en 114 South Dearborn Street en Chicago, Illinois. La estación Monroe/Dearborn fue inaugurada el 25 de febrero de 1951.  La Autoridad de Tránsito de Chicago es la encargada por el mantenimiento y administración de la estación. La estación fue reconstruida en 1982, pero por ahora es inaccesible para las personas con discapacidad

## Descripción
La estación Monroe/Dearborn cuenta con 1 plataforma central y 2 vías. 

## Conexiones
La estación es abastecida por las siguientes conexiones: 
- Rutas del CTA Buses: #14 Jeffery Express #20 Madison #22 Clark #24 Wentworth #X28 Stony Island Express #36 Broadway #60 Blue Island-26th #62 Archer #124 Navy Pier #126 Jackson #130 Museum Campus (en verano) #151 Sheridan #157 Streeterville/Taylor